# Trò chơi năm 1991
Trang này liệt kê các board game, card game, wargame, miniatures game, và trò chơi nhập vai tabletop xuất bản năm 1991. Đối với trò chơi điện tử, xem Trò chơi điện tử năm 1991.

## Trò chơi được phát hành hoặc phát minh năm 1991
- Advanced Civilization
- Amber Diceless Roleplaying Game
- Car Wars: The Card Game
- Cosmic Encounter (phiên bản của Mayfair Games, bản gốc được phát hành năm 1977 bởi Eon Games)
- Dark Conspiracy (trò chơi nhập vai)
- Drunter und Drüber
- Falsies
- Formula Dé
- Greyhawk Wars
- HeroQuest Kellar's Keep (bản mở rộng)
- HeroQuest Return of the Witch Lord (bản mở rộng)
- History of the World
- Icehouse
- Midway
- Millennium's End (trò chơi nhập vai)
- MindTrap
- More Dirty Minds
- Outpost
- Rave
- Reich Star (trò chơi nhập vai)
- Set
- Space Fleet
- Tales from the Floating Vagabond (trò chơi nhập vai)
- Tantrix
- Tichu
- Time Lord (trò chơi nhập vai)
- Ultra Marines
- Vampire: The Masquerade

## Giải thưởng trò chơi được trao năm 1991
- Spiel des Jahres: Drunter und Drüber
- Deutscher Spiele Preis: Master Labyrinth
- Origins Awards:
  - Best Roleplaying Rules: Vampire: The Masquerade
  - Best Pre-20th Century Boardgame: Blackbeard
  - Best Modern-day Boardgame: East Front
  - Best Fantasy or Science Fiction Boardgame: Cosmic Encounter
  - Best Roleplaying Supplement: GURPS Time Travel
  - Best Roleplaying Adventure: Horror on the Orient Express (for Call of Cthulhu)
- Games: Trumpet

## Sự kiện lớn liên quan đến trò chơi năm 1991
- White Wolf, Inc. được thành lập.